# Anna Bolena (film 1951)
Anna Bolena (Catalina de Inglaterra) è un film del 1951 diretto da Arturo Ruiz Castillo.

## Trama
Il re Enrico VIII sposa, per motivi politici, Caterina d'Aragona, la figlia dei sovrani di Spagna. Anni dopo il re si innamora di Anna Bolena, giovane e bella dama di compagnia della regina. 
Per sposarla Enrico VIII si autoproclama capo della Chiesa d'Inghilterra e divorzia dalla prima moglie. Ma dopo aver avuto una figlia e non il tanto desiderato maschio lascia che la Bolena sia decapitata per adulterio e si risposa con Jane Seymour.